# 熊潤南
熊潤南，湖北省黃州府黃安縣人，清朝政治人物、進士出身。
光緒六年（1880年），参加庚辰科殿試，登進士二甲第120名。同年五月，著分部學習。